# La course by Le Tour de France 2020
La 7e édition de La course by Le Tour de France a lieu le 29 août 2020. Elle fait partie de l'UCI World Tour féminin 2020. Elle est organisée par Amaury Sport Organisation tout comme le Tour de France. Elle est remportée par la Britannique Elizabeth Deignan.

## Parcours
Le parcours débute par la côte de Rimiez qui s'enchaîne avec la côte vers Aspremont. S'ensuit une descente technique puis un retour plat vers le départ en longeant dans sa totalité la promenade des Anglais. Le circuit est long de 48 km et est parcouru deux fois.

### Équipes
Les quinze premières formations sont invitées d'office.
| UCI Women's WorldTeams (8)- Alé BTC Ljubljana - Canyon-SRAM Racing - CCC-Liv - FDJ-Nouvelle Aquitaine-Futuroscope - Mitchelton-Scott - Movistar Team - Sunweb Women - Trek-Segafredo Équipes féminines continentales (15)- Aromitalia Vaiano - Astana Women's - Bizkaia-Durango - Boels Dolmans - Ceratizit-WNT Pro Cycling - Charente-Maritime Women Cycling - Cogeas Mettler Look - Paule Ka - Hitec Products-Birk Sport - Lotto Soudal Ladies - Parkhotel Valkenburg-Destil - Rally - Arkéa Pro Cycling Team - Tibco-Silicon Valley Bank - Valcar-Travel & Service |
| |

## Favorites

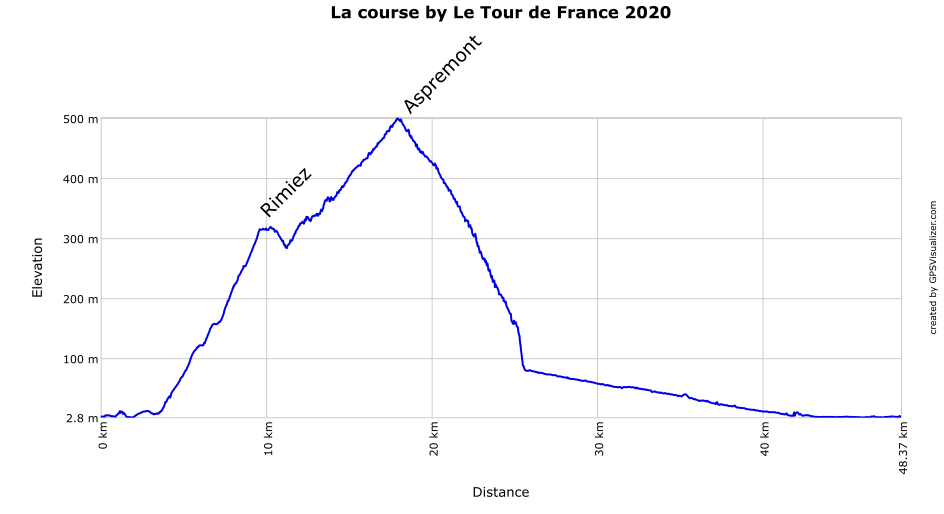
Profil d'un tour de la course

Annemiek van Vleuten qui a remporté du jeudi le championnat d'Europe sur route est la principale favorite. Elisa Longo Borghini semble être une de ses principales rivales, elle a prouvé sur le championnat d'Europe son excellente forme. Katarzyna Niewiadoma est à surveiller pour les mêmes raisons, tout comme Elizabeth Deignan vainqueur du Grand Prix de Plouay. En cas d'arrivée groupé, Marianne Vos, Marta Bastianelli, Lisa Brennauer et Lotte Kopecky sont prétendantes à la victoire,.

## Récit de course
Dès les premiers kilomètres, une sélection s'opère dans le peloton. Il n'y a toutefois pas d'attaque dans la montée. Au début de la descente sinueuse, Katarzyna Niewiadoma attaque. Elle est suivie par Christine Majerus, Cecilie Uttrup Ludwig, Lotte Kopecky, Anna Henderson et Elisa Longo Borghini. Elles ont environ quarante-cinq secondes d'avance sur un groupe de vingt-cinq coureuses sur la partie plate menant à la promenade des Anglais. Le peloton se reforme néanmoins et reprend les échappées à la fin du premier tour. Dès le début de l'ascension, Annemiek van Vleuten imprime un rythme très élevé qui élimine toutes les concurrentes à l'exception de : Elisa Longo Borghini, Elizabeth Deignan, Marianne Vos, Katarzyna Niewiadoma et Demi Vollering, cette dernière faisant l'élastique. Elizabeth Deignan attaque au sommet, mais le groupe se reforme en bas de la descente. Le peloton est alors à plus d'une minute de retard. Demi Vollering tourne moins que les autres et Katarzyna Niewiadoma ne passe pas. La première attaque vient d'Elisa Longo Borghini à environ deux kilomètres et demi de l'arrivée. Marianne Vos est cependant attentive. Annemiek van Vleuten contre-attaque, sans plus de succès. Elisa Longo Borghini attaque de nouveau, puis van Vleuten. Finalement, Elisa Longo Borghini lance le sprint en revenant sur le groupe à environ quatre cents mètres de la ligne. Marianne Vos réagit et la passe immédiatement. Elizabeth Deignan décrochée au départ revient progressivement avant de passer Marianne Vos dans les derniers mètres. Demi Vollering est troisième.

## Classement final

### Classement général
| \| Classement général \| Classement général \| Classement général \| Classement général \| Classement général \| \| Coureuse \| Coureuse \| Pays \| Équipe \| Temps \| \| ------------------ \| -------------------- \| ------------------ \| ---------------------------------- \| ------------------ \| \| 1re \| Lizzie Deignan \| Royaume-Uni \| Trek-Segafredo \| 2 h 22 min 51 s \| \| 2e \| Marianne Vos \| Pays-Bas \| CCC-Liv \| + 0 s \| \| 3e \| Demi Vollering \| Pays-Bas \| Parkhotel Valkenburg \| + 0 s \| \| 4e \| Katarzyna Niewiadoma \| Pologne \| Canyon-SRAM Racing \| + 0 s \| \| 5e \| Annemiek van Vleuten \| Pays-Bas \| Mitchelton-Scott \| + 0 s \| \| 6e \| Elisa Longo Borghini \| Italie \| Trek-Segafredo \| + 7 s \| \| 7e \| Emilia Fahlin \| Suède \| FDJ-Nouvelle Aquitaine-Futuroscope \| + 1 min 50 s \| \| 8e \| Elisa Balsamo \| Italie \| Valcar-Travel & Service \| + 1 min 50 s \| \| 9e \| Soraya Paladin \| Italie \| CCC-Liv \| + 1 min 50 s \| \| 10e \| Liane Lippert \| Allemagne \| Sunweb \| + 1 min 50 s \| |                      |             |                                    |                 |
| |                      |             |                                    |                 |
| Source : ProCyclingStats |                      |             |                                    |                 |
| Classement général |                      |             |                                    |                 |
| Coureuse | Coureuse             | Pays        | Équipe                             | Temps           |
| 1re | Lizzie Deignan       | Royaume-Uni | Trek-Segafredo                     | 2 h 22 min 51 s |
| 2e | Marianne Vos         | Pays-Bas    | CCC-Liv                            | + 0 s           |
| 3e | Demi Vollering       | Pays-Bas    | Parkhotel Valkenburg               | + 0 s           |
| 4e | Katarzyna Niewiadoma | Pologne     | Canyon-SRAM Racing                 | + 0 s           |
| 5e | Annemiek van Vleuten | Pays-Bas    | Mitchelton-Scott                   | + 0 s           |
| 6e | Elisa Longo Borghini | Italie      | Trek-Segafredo                     | + 7 s           |
| 7e | Emilia Fahlin        | Suède       | FDJ-Nouvelle Aquitaine-Futuroscope | + 1 min 50 s    |
| 8e | Elisa Balsamo        | Italie      | Valcar-Travel & Service            | + 1 min 50 s    |
| 9e | Soraya Paladin       | Italie      | CCC-Liv                            | + 1 min 50 s    |
| 10e | Liane Lippert        | Allemagne   | Sunweb                             | + 1 min 50 s    |

## UCI World Tour

### Points attribués
| Position           | 1er | 2e  | 3e  | 4e  | 5e | 6e | 7e | 8e | 9e | 10e | 11e | 12e | 13e | 14e | 15e | 16e à 30e | 31e à 40e |
| Classement général | 200 | 150 | 125 | 100 | 85 | 70 | 60 | 50 | 40 | 35  | 30  | 25  | 20  | 15  | 10  | 5         | 3         |

| Classement par points | Classement par points | Classement par points | Classement par points | Classement par points |
| Coureuse              | Coureuse              | Pays                  | Équipe                | Points                |
| --------------------- | --------------------- | --------------------- | --------------------- | --------------------- |
| 1re                   | Lizzie Deignan        | Royaume-Uni           | Trek-Segafredo        | 808 pts               |
| 2e                    | Annemiek van Vleuten  | Pays-Bas              | Mitchelton-Scott      | 580 pts               |
| 3e                    | Liane Lippert         | Allemagne             | Sunweb                | 540 pts               |
| 4e                    | Marianne Vos          | Pays-Bas              | CCC-Liv               | 460 pts               |
| 5e                    | Elizabeth Banks       | Royaume-Uni           | Paule Ka              | 344 pts               |
| 6e                    | Elisa Longo Borghini  | Italie                | Trek-Segafredo        | 336 pts               |
| 7e                    | Mavi García           | Espagne               | Alé BTC Ljubljana     | 320 pts               |
| 8e                    | Arlenis Sierra        | Cuba                  | Astana Women's Team   | 320 pts               |
| 9e                    | Amanda Spratt         | Australie             | Mitchelton-Scott      | 300 pts               |
| 10e                   | Demi Vollering        | Pays-Bas              | Parkhotel Valkenburg  | 300 pts               |

| Classement par points | Classement par points | Classement par points | Classement par points | Classement par points |
| Coureuse              | Coureuse              | Pays                  | Équipe                | Points                |
| --------------------- | --------------------- | --------------------- | --------------------- | --------------------- |
| 1re                   | Lizzie Deignan        | Royaume-Uni           | Trek-Segafredo        | 808 pts               |
| 2e                    | Annemiek van Vleuten  | Pays-Bas              | Mitchelton-Scott      | 580 pts               |
| 3e                    | Liane Lippert         | Allemagne             | Sunweb                | 540 pts               |
| 4e                    | Marianne Vos          | Pays-Bas              | CCC-Liv               | 460 pts               |
| 5e                    | Elizabeth Banks       | Royaume-Uni           | Paule Ka              | 344 pts               |
| 6e                    | Elisa Longo Borghini  | Italie                | Trek-Segafredo        | 336 pts               |
| 7e                    | Mavi García           | Espagne               | Alé BTC Ljubljana     | 320 pts               |
| 8e                    | Arlenis Sierra        | Cuba                  | Astana Women's Team   | 320 pts               |
| 9e                    | Amanda Spratt         | Australie             | Mitchelton-Scott      | 300 pts               |
| 10e                   | Demi Vollering        | Pays-Bas              | Parkhotel Valkenburg  | 300 pts               |

| Classement du meilleur jeune | Classement du meilleur jeune | Classement du meilleur jeune | Classement du meilleur jeune | Classement du meilleur jeune |
| Coureuse                     | Coureuse                     | Pays                         | Équipe                       | Points                       |
| ---------------------------- | ---------------------------- | ---------------------------- | ---------------------------- | ---------------------------- |
| 1re                          | Liane Lippert                | Allemagne                    | Sunweb                       | 18 pts                       |
| 2e                           | Mikayla Harvey               | Nouvelle-Zélande             | Paule Ka                     | 10 pts                       |
| 3e                           | Elisa Balsamo                | Italie                       | Valcar-Travel & Service      | 6 pts                        |
| 4e                           | Chiara Consonni              | Italie                       | Valcar-Travel & Service      | 6 pts                        |
| 5e                           | Ella Harris                  | Nouvelle-Zélande             | Canyon-SRAM Racing           | 4 pts                        |
| 6e                           | Letizia Borghesi             | Italie                       | Aromitalia Vaiano            | 2 pts                        |
| 7e                           | Juliette Labous              | France                       | Sunweb                       | 2 pts                        |

| Classement du meilleur jeune | Classement du meilleur jeune | Classement du meilleur jeune | Classement du meilleur jeune | Classement du meilleur jeune |
| Coureuse                     | Coureuse                     | Pays                         | Équipe                       | Points                       |
| ---------------------------- | ---------------------------- | ---------------------------- | ---------------------------- | ---------------------------- |
| 1re                          | Liane Lippert                | Allemagne                    | Sunweb                       | 18 pts                       |
| 2e                           | Mikayla Harvey               | Nouvelle-Zélande             | Paule Ka                     | 10 pts                       |
| 3e                           | Elisa Balsamo                | Italie                       | Valcar-Travel & Service      | 6 pts                        |
| 4e                           | Chiara Consonni              | Italie                       | Valcar-Travel & Service      | 6 pts                        |
| 5e                           | Ella Harris                  | Nouvelle-Zélande             | Canyon-SRAM Racing           | 4 pts                        |
| 6e                           | Letizia Borghesi             | Italie                       | Aromitalia Vaiano            | 2 pts                        |
| 7e                           | Juliette Labous              | France                       | Sunweb                       | 2 pts                        |

| Classement par équipes aux points | Classement par équipes aux points  | Classement par équipes aux points | Classement par équipes aux points |
| Équipe                            | Équipe                             | Pays                              | Points                            |
| --------------------------------- | ---------------------------------- | --------------------------------- | --------------------------------- |
| 1re                               | Trek-Segafredo                     | États-Unis                        | 1544 pts                          |
| 2e                                | Sunweb Women                       | Pays-Bas                          | 976 pts                           |
| 3e                                | Mitchelton-Scott                   | Australie                         | 920 pts                           |
| 4e                                | Paule Ka                           | Suisse                            | 788 pts                           |
| 5e                                | CCC-Liv                            | Pologne                           | 748 pts                           |
| 6e                                | Alé BTC Ljubljana                  | Italie                            | 712 pts                           |
| 7e                                | Canyon-SRAM Racing                 | Allemagne                         | 620 pts                           |
| 8e                                | FDJ-Nouvelle Aquitaine-Futuroscope | France                            | 564 pts                           |
| 9e                                | Valcar-Travel & Service            | Italie                            | 472 pts                           |
| 10e                               | Astana Women's                     | Kazakhstan                        | 392 pts                           |

| Classement par équipes aux points | Classement par équipes aux points  | Classement par équipes aux points | Classement par équipes aux points |
| Équipe                            | Équipe                             | Pays                              | Points                            |
| --------------------------------- | ---------------------------------- | --------------------------------- | --------------------------------- |
| 1re                               | Trek-Segafredo                     | États-Unis                        | 1544 pts                          |
| 2e                                | Sunweb Women                       | Pays-Bas                          | 976 pts                           |
| 3e                                | Mitchelton-Scott                   | Australie                         | 920 pts                           |
| 4e                                | Paule Ka                           | Suisse                            | 788 pts                           |
| 5e                                | CCC-Liv                            | Pologne                           | 748 pts                           |
| 6e                                | Alé BTC Ljubljana                  | Italie                            | 712 pts                           |
| 7e                                | Canyon-SRAM Racing                 | Allemagne                         | 620 pts                           |
| 8e                                | FDJ-Nouvelle Aquitaine-Futuroscope | France                            | 564 pts                           |
| 9e                                | Valcar-Travel & Service            | Italie                            | 472 pts                           |
| 10e                               | Astana Women's                     | Kazakhstan                        | 392 pts                           |

## Liste des participantes
| Légende | Légende                                                                      | Légende | Légende                                                    |
| ------- | ---------------------------------------------------------------------------- | ------- | ---------------------------------------------------------- |
| Num     | Dossard de départ porté par le coureur sur cette Course by Le Tour de France | Pos     | Position à l'arrivée de la course                          |
|         | Indique un maillot de champion national ou mondial, suivi de sa spécialité   | NP      | Indique un coureur qui n'a pas pris le départ de la course |
| AB      | Indique un coureur qui n'a pas terminé la course                             | HD      | Indique un coureur qui a terminé la course hors des délais |

| CCC-Liv CCC | CCC-Liv CCC                | CCC-Liv CCC |
| ----------- | -------------------------- | ----------- |
| Num         | Coureuse                   | Pos         |
| 1           | Marianne Vos (NED)         | 2e          |
| 2           | Sofia Bertizzolo (ITA)     | 62e         |
| 4           | Riejanne Markus (NED)      | 38e         |
| 5           | Soraya Paladin (ITA)       | 9e          |
| 6           | Pauliena Rooijakkers (NED) | 17e         |

| Sunweb SUN | Sunweb SUN             | Sunweb SUN |
| ---------- | ---------------------- | ---------- |
| Num        | Coureuse               | Pos        |
| 11         | Leah Kirchmann (CAN)   | 23e        |
| 12         | Anna Henderson (GBR)   | 59e        |
| 13         | Alison Jackson (CAN)   | 58e        |
| 14         | Juliette Labous (FRA)  | 45e        |
| 15         | Liane Lippert (GER)    | 10e        |
| 16         | Floortje Mackaij (NED) | HD         |

| FDJ-Nouvelle Aquitaine-Futuroscope FDJ | FDJ-Nouvelle Aquitaine-Futuroscope FDJ | FDJ-Nouvelle Aquitaine-Futuroscope FDJ |
| -------------------------------------- | -------------------------------------- | -------------------------------------- |
| Num                                    | Coureuse                               | Pos                                    |
| 21                                     | Cecilie Uttrup Ludwig (DEN)            | 31e                                    |
| 22                                     | Stine Borgli (NOR)                     | 33e                                    |
| 23                                     | Clara Copponi (FRA)                    | HD                                     |
| 24                                     | Emilia Fahlin (SWE)                    | 7e                                     |
| 25                                     | Évita Muzic (FRA)                      | 26e                                    |
| 26                                     | Jade Wiel (FRA)                        | HD                                     |

| Mitchelton-Scott MTS | Mitchelton-Scott MTS               | Mitchelton-Scott MTS |
| -------------------- | ---------------------------------- | -------------------- |
| Num                  | Coureuse                           | Pos                  |
| 31                   | Annemiek van Vleuten (NED) (route) | 5e                   |
| 32                   | Jessica Allen (AUS)                | AB                   |
| 33                   | Grace Brown (AUS)                  | 40e                  |
| 34                   | Gracie Elvin (AUS)                 | HD                   |
| 35                   | Jessica Roberts (GBR)              | AB                   |
| 36                   | Sarah Roy (AUS)                    | AB                   |

| Rally Cycling RLW | Rally Cycling RLW             | Rally Cycling RLW |
| ----------------- | ----------------------------- | ----------------- |
| Num               | Coureuse                      | Pos               |
| 41                | Chloe Hosking (AUS)           | 56e               |
| 42                | Kristabel Doebel-Hickok (USA) | HD                |
| 43                | Heidi Franz (USA)             | 57e               |
| 44                | Leigh Ann Ganzar (USA)        | 48e               |
| 45                | Sara Poidevin (CAN)           | 54e               |
| 46                | Emma White (USA)              | HD                |

| Canyon-SRAM Racing CSR | Canyon-SRAM Racing CSR     | Canyon-SRAM Racing CSR |
| ---------------------- | -------------------------- | ---------------------- |
| Num                    | Coureuse                   | Pos                    |
| 51                     | Katarzyna Niewiadoma (POL) | 4e                     |
| 52                     | Alena Amialiusik (BLR)     | 30e                    |
| 53                     | Hannah Barnes (GBR)        | 15e                    |
| 54                     | Tiffany Cromwell (AUS)     | HD                     |
| 55                     | Jess Pratt (AUS)           | HD                     |
| 56                     | Omer Shapira (ISR) (route) | 22e                    |

| Trek-Segafredo TFS | Trek-Segafredo TFS         | Trek-Segafredo TFS |
| ------------------ | -------------------------- | ------------------ |
| Num                | Coureuse                   | Pos                |
| 61                 | Lizzie Deignan (GBR)       | 1re                |
| 62                 | Lauretta Hanson (AUS)      | HD                 |
| 63                 | Elisa Longo Borghini (ITA) | 6e                 |
| 64                 | Anna Plichta (POL)         | HD                 |
| 65                 | Tayler Wiles (USA)         | HD                 |
| 66                 | Ruth Edwards (USA) (route) | 50e                |

| Boels Dolmans DLT | Boels Dolmans DLT                 | Boels Dolmans DLT |
| ----------------- | --------------------------------- | ----------------- |
| Num               | Coureuse                          | Pos               |
| 71                | Christine Majerus (LUX) (route)   | 60e               |
| 72                | Jolien D'Hoore (BEL)              | HD                |
| 73                | Amalie Dideriksen (DEN)           | HD                |
| 75                | Lonneke Uneken (NED)              | HD                |
| 76                | Jip van den Bos (NED)             | 51e               |
| 77                | Chantal van den Broek-Blaak (NED) | 25e               |

| Movistar Team MOV | Movistar Team MOV       | Movistar Team MOV |
| ----------------- | ----------------------- | ----------------- |
| Num               | Coureuse                | Pos               |
| 81                | Sheyla Gutiérrez (ESP)  | HD                |
| 82                | Katrine Aalerud (NOR)   | NP                |
| 83                | Aude Biannic (FRA)      | 16e               |
| 84                | Barbara Guarischi (ITA) | HD                |
| 85                | Paula Patiño (COL)      | 47e               |
| 86                | Gloria Rodríguez (ESP)  | HD                |

| Ceratizit-WNT Pro Cycling WNT | Ceratizit-WNT Pro Cycling WNT   | Ceratizit-WNT Pro Cycling WNT |
| ----------------------------- | ------------------------------- | ----------------------------- |
| Num                           | Coureuse                        | Pos                           |
| 91                            | Erica Magnaldi (ITA)            | 27e                           |
| 92                            | Laura Asencio (FRA)             | 36e                           |
| 93                            | Maria Giulia Confalonieri (ITA) | AB                            |
| 94                            | Kathrin Hammes (GER)            | HD                            |
| 95                            | Ane Santesteban (ESP)           | 20e                           |
| 96                            | Lara Vieceli (ITA)              | HD                            |

| Alé BTC Ljubljana ALE | Alé BTC Ljubljana ALE           | Alé BTC Ljubljana ALE |
| --------------------- | ------------------------------- | --------------------- |
| Num                   | Coureuse                        | Pos                   |
| 101                   | Marta Bastianelli (ITA) (route) | AB                    |
| 102                   | Maaike Boogaard (NED)           | HD                    |
| 103                   | Eugenia Bujak (SLO)             | 13e                   |
| 104                   | Tatiana Guderzo (ITA)           | 42e                   |
| 105                   | Anna Trevisi (ITA)              | HD                    |
| 106                   | Urška Žigart (SLO)              | 49e                   |

| Valcar-Travel & Service VAL | Valcar-Travel & Service VAL | Valcar-Travel & Service VAL |
| --------------------------- | --------------------------- | --------------------------- |
| Num                         | Coureuse                    | Pos                         |
| 111                         | Elisa Balsamo (ITA)         | 8e                          |
| 112                         | Teniel Campbell (TTO)       | HD                          |
| 113                         | Marta Cavalli (ITA)         | 24e                         |
| 114                         | Silvia Persico (ITA)        | 61e                         |
| 115                         | Silvia Pollicini (ITA)      | HD                          |
| 116                         | Ilaria Sanguineti (ITA)     | 28e                         |

| Paule Ka EPK | Paule Ka EPK                     | Paule Ka EPK |
| ------------ | -------------------------------- | ------------ |
| Num          | Coureuse                         | Pos          |
| 121          | Emma Norsgaard (DEN) (route)     | HD           |
| 122          | Elizabeth Banks (GBR)            | 29e          |
| 123          | Niamh Fisher-Black (NZL) (route) | 32e          |
| 124          | Mikayla Harvey (NZL)             | 12e          |
| 125          | Maria Vittoria Sperotto (ITA)    | HD           |
| 126          | Leah Thomas (USA)                | 46e          |

| Tibco-Silicon Valley Bank TIB | Tibco-Silicon Valley Bank TIB | Tibco-Silicon Valley Bank TIB |
| ----------------------------- | ----------------------------- | ----------------------------- |
| Num                           | Coureuse                      | Pos                           |
| 131                           | Lauren Stephens (USA)         | 18e                           |
| 132                           | Leah Dixon (GBR)              | 55e                           |
| 133                           | Nina Kessler (NED)            | HD                            |
| 134                           | Shannon Malseed (AUS)         | AB                            |
| 135                           | Diana Peñuela (COL)           | HD                            |

| Hitec Products-Birk Sport HPU | Hitec Products-Birk Sport HPU | Hitec Products-Birk Sport HPU |
| ----------------------------- | ----------------------------- | ----------------------------- |
| Num                           | Coureuse                      | Pos                           |
| 141                           | Lucy van der Haar (GBR)       | AB                            |
| 142                           | Vita Heine (NOR)              | 52e                           |
| 143                           | Mieke Kröger (GER)            | AB                            |
| 144                           | Ingrid Lorvik (NOR)           | HD                            |
| 145                           | Amalie Lutro (NOR)            | 53e                           |
| 146                           | Greta Richioud (FRA)          | 41e                           |

| Lotto Soudal Ladies LSL | Lotto Soudal Ladies LSL  | Lotto Soudal Ladies LSL |
| ----------------------- | ------------------------ | ----------------------- |
| Num                     | Coureuse                 | Pos                     |
| 151                     | Lotte Kopecky (BEL)      | 11e                     |
| 152                     | Teuntje Beekhuis (NED)   | 39e                     |
| 153                     | Danielle Christmas (GBR) | 35e                     |
| 154                     | Arianna Fidanza (ITA)    | HD                      |
| 155                     | Lone Meertens (BEL)      | HD                      |
| 156                     | Abby-Mae Parkinson (GBR) | HD                      |

| Arkéa Pro Cycling Team ARK | Arkéa Pro Cycling Team ARK           | Arkéa Pro Cycling Team ARK |
| -------------------------- | ------------------------------------ | -------------------------- |
| Num                        | Coureuse                             | Pos                        |
| 161                        | Sandra Levenez (FRA)                 | 21e                        |
| 162                        | Pauline Allin (FRA)                  | HD                         |
| 163                        | Charlotte Becker (GER)               | HD                         |
| 164                        | Léa Curinier (FRA)                   | HD                         |
| 165                        | Fatima Zahra El Hayani (MAR) (route) | HD                         |
| 166                        | Gladys Verhulst (FRA)                | HD                         |

| Parkhotel Valkenburg PHV | Parkhotel Valkenburg PHV | Parkhotel Valkenburg PHV |
| ------------------------ | ------------------------ | ------------------------ |
| Num                      | Coureuse                 | Pos                      |
| 171                      | Demi Vollering (NED)     | 3e                       |
| 172                      | Nina Buysman (NED)       | HD                       |
| 173                      | Romy Kasper (GER)        | HD                       |
| 174                      | Hanna Nilsson (SWE)      | 19e                      |
| 175                      | Karlijn Swinkels (NED)   | 43e                      |
| 176                      | Nancy van der Burg (NED) | 37e                      |

| Astana Women's Team ASA | Astana Women's Team ASA | Astana Women's Team ASA |
| ----------------------- | ----------------------- | ----------------------- |
| Num                     | Coureuse                | Pos                     |
| 181                     | Arlenis Sierra (CUB)    | HD                      |
| 182                     | Olivija Baleišytė (LTU) | AB                      |
| 183                     | Liliana Moreno (COL)    | HD                      |
| 184                     | Francesca Pattaro (ITA) | AB                      |
| 185                     | Katia Ragusa (ITA)      | 14e                     |
| 186                     | Olga Shekel (UKR)       | AB                      |

| Charente-Maritime CMW | Charente-Maritime CMW   | Charente-Maritime CMW |
| --------------------- | ----------------------- | --------------------- |
| Num                   | Coureuse                | Pos                   |
| 191                   | Noémie Abgrall (FRA)    | AB                    |
| 192                   | Alice Coutinho (FRA)    | HD                    |
| 193                   | India Grangier (FRA)    | HD                    |
| 194                   | Lucie Lahaye (FRA)      | HD                    |
| 195                   | Manon Souyris (FRA)     | HD                    |
| 196                   | Balladyne Tritsch (FRA) | AB                    |

| Aromitalia Vaiano VAI | Aromitalia Vaiano VAI     | Aromitalia Vaiano VAI |
| --------------------- | ------------------------- | --------------------- |
| Num                   | Coureuse                  | Pos                   |
| 201                   | Rasa Leleivytė (LTU)      | 34e                   |
| 202                   | Letizia Borghesi (ITA)    | HD                    |
| 203                   | Anastasia Carbonari (ITA) | AB                    |
| 204                   | Carmela Cipriani (ITA)    | HD                    |
| 205                   | Sofia Collinelli (ITA)    | HD                    |
| 206                   | Emilia Matteoli (ITA)     | AB                    |

| Cogeas-Mettler-Look Pro Cycling Team CGS | Cogeas-Mettler-Look Pro Cycling Team CGS | Cogeas-Mettler-Look Pro Cycling Team CGS |
| ---------------------------------------- | ---------------------------------------- | ---------------------------------------- |
| Num                                      | Coureuse                                 | Pos                                      |
| 211                                      | Edwige Pitel (FRA)                       | AB                                       |
| 212                                      | Marie-Soleil Blais (CAN)                 | AB                                       |
| 213                                      | Annabel Fisher (GBR)                     | HD                                       |
| 214                                      | Diana Klimova (RUS) (route)              | AB                                       |
| 215                                      | Mia Radotić (CRO)                        | AB                                       |
| 216                                      | Noemi Rüegg (SUI)                        | HD                                       |

| Bizkaia-Durango BDP | Bizkaia-Durango BDP       | Bizkaia-Durango BDP |
| ------------------- | ------------------------- | ------------------- |
| Num                 | Coureuse                  | Pos                 |
| 221                 | Elizabeth Holden (GBR)    | HD                  |
| 222                 | Alice Maria Arzuffi (ITA) | 44e                 |
| 223                 | Ariana Gilabert (ESP)     | AB                  |
| 224                 | Lucía González (ESP)      | HD                  |
| 225                 | Amaia Lartitegi (ESP)     | AB                  |
| 226                 | Carla Oberholzer (RSA)    | AB                  |

| CCC-Liv CCC | CCC-Liv CCC                | CCC-Liv CCC |
| ----------- | -------------------------- | ----------- |
| Num         | Coureuse                   | Pos         |
| 1           | Marianne Vos (NED)         | 2e          |
| 2           | Sofia Bertizzolo (ITA)     | 62e         |
| 4           | Riejanne Markus (NED)      | 38e         |
| 5           | Soraya Paladin (ITA)       | 9e          |
| 6           | Pauliena Rooijakkers (NED) | 17e         |

| Sunweb SUN | Sunweb SUN             | Sunweb SUN |
| ---------- | ---------------------- | ---------- |
| Num        | Coureuse               | Pos        |
| 11         | Leah Kirchmann (CAN)   | 23e        |
| 12         | Anna Henderson (GBR)   | 59e        |
| 13         | Alison Jackson (CAN)   | 58e        |
| 14         | Juliette Labous (FRA)  | 45e        |
| 15         | Liane Lippert (GER)    | 10e        |
| 16         | Floortje Mackaij (NED) | HD         |

| FDJ-Nouvelle Aquitaine-Futuroscope FDJ | FDJ-Nouvelle Aquitaine-Futuroscope FDJ | FDJ-Nouvelle Aquitaine-Futuroscope FDJ |
| -------------------------------------- | -------------------------------------- | -------------------------------------- |
| Num                                    | Coureuse                               | Pos                                    |
| 21                                     | Cecilie Uttrup Ludwig (DEN)            | 31e                                    |
| 22                                     | Stine Borgli (NOR)                     | 33e                                    |
| 23                                     | Clara Copponi (FRA)                    | HD                                     |
| 24                                     | Emilia Fahlin (SWE)                    | 7e                                     |
| 25                                     | Évita Muzic (FRA)                      | 26e                                    |
| 26                                     | Jade Wiel (FRA)                        | HD                                     |

| Mitchelton-Scott MTS | Mitchelton-Scott MTS               | Mitchelton-Scott MTS |
| -------------------- | ---------------------------------- | -------------------- |
| Num                  | Coureuse                           | Pos                  |
| 31                   | Annemiek van Vleuten (NED) (route) | 5e                   |
| 32                   | Jessica Allen (AUS)                | AB                   |
| 33                   | Grace Brown (AUS)                  | 40e                  |
| 34                   | Gracie Elvin (AUS)                 | HD                   |
| 35                   | Jessica Roberts (GBR)              | AB                   |
| 36                   | Sarah Roy (AUS)                    | AB                   |

| Rally Cycling RLW | Rally Cycling RLW             | Rally Cycling RLW |
| ----------------- | ----------------------------- | ----------------- |
| Num               | Coureuse                      | Pos               |
| 41                | Chloe Hosking (AUS)           | 56e               |
| 42                | Kristabel Doebel-Hickok (USA) | HD                |
| 43                | Heidi Franz (USA)             | 57e               |
| 44                | Leigh Ann Ganzar (USA)        | 48e               |
| 45                | Sara Poidevin (CAN)           | 54e               |
| 46                | Emma White (USA)              | HD                |

| Canyon-SRAM Racing CSR | Canyon-SRAM Racing CSR     | Canyon-SRAM Racing CSR |
| ---------------------- | -------------------------- | ---------------------- |
| Num                    | Coureuse                   | Pos                    |
| 51                     | Katarzyna Niewiadoma (POL) | 4e                     |
| 52                     | Alena Amialiusik (BLR)     | 30e                    |
| 53                     | Hannah Barnes (GBR)        | 15e                    |
| 54                     | Tiffany Cromwell (AUS)     | HD                     |
| 55                     | Jess Pratt (AUS)           | HD                     |
| 56                     | Omer Shapira (ISR) (route) | 22e                    |

| Trek-Segafredo TFS | Trek-Segafredo TFS         | Trek-Segafredo TFS |
| ------------------ | -------------------------- | ------------------ |
| Num                | Coureuse                   | Pos                |
| 61                 | Lizzie Deignan (GBR)       | 1re                |
| 62                 | Lauretta Hanson (AUS)      | HD                 |
| 63                 | Elisa Longo Borghini (ITA) | 6e                 |
| 64                 | Anna Plichta (POL)         | HD                 |
| 65                 | Tayler Wiles (USA)         | HD                 |
| 66                 | Ruth Edwards (USA) (route) | 50e                |

| Boels Dolmans DLT | Boels Dolmans DLT                 | Boels Dolmans DLT |
| ----------------- | --------------------------------- | ----------------- |
| Num               | Coureuse                          | Pos               |
| 71                | Christine Majerus (LUX) (route)   | 60e               |
| 72                | Jolien D'Hoore (BEL)              | HD                |
| 73                | Amalie Dideriksen (DEN)           | HD                |
| 75                | Lonneke Uneken (NED)              | HD                |
| 76                | Jip van den Bos (NED)             | 51e               |
| 77                | Chantal van den Broek-Blaak (NED) | 25e               |

| Movistar Team MOV | Movistar Team MOV       | Movistar Team MOV |
| ----------------- | ----------------------- | ----------------- |
| Num               | Coureuse                | Pos               |
| 81                | Sheyla Gutiérrez (ESP)  | HD                |
| 82                | Katrine Aalerud (NOR)   | NP                |
| 83                | Aude Biannic (FRA)      | 16e               |
| 84                | Barbara Guarischi (ITA) | HD                |
| 85                | Paula Patiño (COL)      | 47e               |
| 86                | Gloria Rodríguez (ESP)  | HD                |

| Ceratizit-WNT Pro Cycling WNT | Ceratizit-WNT Pro Cycling WNT   | Ceratizit-WNT Pro Cycling WNT |
| ----------------------------- | ------------------------------- | ----------------------------- |
| Num                           | Coureuse                        | Pos                           |
| 91                            | Erica Magnaldi (ITA)            | 27e                           |
| 92                            | Laura Asencio (FRA)             | 36e                           |
| 93                            | Maria Giulia Confalonieri (ITA) | AB                            |
| 94                            | Kathrin Hammes (GER)            | HD                            |
| 95                            | Ane Santesteban (ESP)           | 20e                           |
| 96                            | Lara Vieceli (ITA)              | HD                            |

| Alé BTC Ljubljana ALE | Alé BTC Ljubljana ALE           | Alé BTC Ljubljana ALE |
| --------------------- | ------------------------------- | --------------------- |
| Num                   | Coureuse                        | Pos                   |
| 101                   | Marta Bastianelli (ITA) (route) | AB                    |
| 102                   | Maaike Boogaard (NED)           | HD                    |
| 103                   | Eugenia Bujak (SLO)             | 13e                   |
| 104                   | Tatiana Guderzo (ITA)           | 42e                   |
| 105                   | Anna Trevisi (ITA)              | HD                    |
| 106                   | Urška Žigart (SLO)              | 49e                   |

| Valcar-Travel & Service VAL | Valcar-Travel & Service VAL | Valcar-Travel & Service VAL |
| --------------------------- | --------------------------- | --------------------------- |
| Num                         | Coureuse                    | Pos                         |
| 111                         | Elisa Balsamo (ITA)         | 8e                          |
| 112                         | Teniel Campbell (TTO)       | HD                          |
| 113                         | Marta Cavalli (ITA)         | 24e                         |
| 114                         | Silvia Persico (ITA)        | 61e                         |
| 115                         | Silvia Pollicini (ITA)      | HD                          |
| 116                         | Ilaria Sanguineti (ITA)     | 28e                         |

| Paule Ka EPK | Paule Ka EPK                     | Paule Ka EPK |
| ------------ | -------------------------------- | ------------ |
| Num          | Coureuse                         | Pos          |
| 121          | Emma Norsgaard (DEN) (route)     | HD           |
| 122          | Elizabeth Banks (GBR)            | 29e          |
| 123          | Niamh Fisher-Black (NZL) (route) | 32e          |
| 124          | Mikayla Harvey (NZL)             | 12e          |
| 125          | Maria Vittoria Sperotto (ITA)    | HD           |
| 126          | Leah Thomas (USA)                | 46e          |

| Tibco-Silicon Valley Bank TIB | Tibco-Silicon Valley Bank TIB | Tibco-Silicon Valley Bank TIB |
| ----------------------------- | ----------------------------- | ----------------------------- |
| Num                           | Coureuse                      | Pos                           |
| 131                           | Lauren Stephens (USA)         | 18e                           |
| 132                           | Leah Dixon (GBR)              | 55e                           |
| 133                           | Nina Kessler (NED)            | HD                            |
| 134                           | Shannon Malseed (AUS)         | AB                            |
| 135                           | Diana Peñuela (COL)           | HD                            |

| Hitec Products-Birk Sport HPU | Hitec Products-Birk Sport HPU | Hitec Products-Birk Sport HPU |
| ----------------------------- | ----------------------------- | ----------------------------- |
| Num                           | Coureuse                      | Pos                           |
| 141                           | Lucy van der Haar (GBR)       | AB                            |
| 142                           | Vita Heine (NOR)              | 52e                           |
| 143                           | Mieke Kröger (GER)            | AB                            |
| 144                           | Ingrid Lorvik (NOR)           | HD                            |
| 145                           | Amalie Lutro (NOR)            | 53e                           |
| 146                           | Greta Richioud (FRA)          | 41e                           |

| Lotto Soudal Ladies LSL | Lotto Soudal Ladies LSL  | Lotto Soudal Ladies LSL |
| ----------------------- | ------------------------ | ----------------------- |
| Num                     | Coureuse                 | Pos                     |
| 151                     | Lotte Kopecky (BEL)      | 11e                     |
| 152                     | Teuntje Beekhuis (NED)   | 39e                     |
| 153                     | Danielle Christmas (GBR) | 35e                     |
| 154                     | Arianna Fidanza (ITA)    | HD                      |
| 155                     | Lone Meertens (BEL)      | HD                      |
| 156                     | Abby-Mae Parkinson (GBR) | HD                      |

| Arkéa Pro Cycling Team ARK | Arkéa Pro Cycling Team ARK           | Arkéa Pro Cycling Team ARK |
| -------------------------- | ------------------------------------ | -------------------------- |
| Num                        | Coureuse                             | Pos                        |
| 161                        | Sandra Levenez (FRA)                 | 21e                        |
| 162                        | Pauline Allin (FRA)                  | HD                         |
| 163                        | Charlotte Becker (GER)               | HD                         |
| 164                        | Léa Curinier (FRA)                   | HD                         |
| 165                        | Fatima Zahra El Hayani (MAR) (route) | HD                         |
| 166                        | Gladys Verhulst (FRA)                | HD                         |

| Parkhotel Valkenburg PHV | Parkhotel Valkenburg PHV | Parkhotel Valkenburg PHV |
| ------------------------ | ------------------------ | ------------------------ |
| Num                      | Coureuse                 | Pos                      |
| 171                      | Demi Vollering (NED)     | 3e                       |
| 172                      | Nina Buysman (NED)       | HD                       |
| 173                      | Romy Kasper (GER)        | HD                       |
| 174                      | Hanna Nilsson (SWE)      | 19e                      |
| 175                      | Karlijn Swinkels (NED)   | 43e                      |
| 176                      | Nancy van der Burg (NED) | 37e                      |

| Astana Women's Team ASA | Astana Women's Team ASA | Astana Women's Team ASA |
| ----------------------- | ----------------------- | ----------------------- |
| Num                     | Coureuse                | Pos                     |
| 181                     | Arlenis Sierra (CUB)    | HD                      |
| 182                     | Olivija Baleišytė (LTU) | AB                      |
| 183                     | Liliana Moreno (COL)    | HD                      |
| 184                     | Francesca Pattaro (ITA) | AB                      |
| 185                     | Katia Ragusa (ITA)      | 14e                     |
| 186                     | Olga Shekel (UKR)       | AB                      |

| Charente-Maritime CMW | Charente-Maritime CMW   | Charente-Maritime CMW |
| --------------------- | ----------------------- | --------------------- |
| Num                   | Coureuse                | Pos                   |
| 191                   | Noémie Abgrall (FRA)    | AB                    |
| 192                   | Alice Coutinho (FRA)    | HD                    |
| 193                   | India Grangier (FRA)    | HD                    |
| 194                   | Lucie Lahaye (FRA)      | HD                    |
| 195                   | Manon Souyris (FRA)     | HD                    |
| 196                   | Balladyne Tritsch (FRA) | AB                    |

| Aromitalia Vaiano VAI | Aromitalia Vaiano VAI     | Aromitalia Vaiano VAI |
| --------------------- | ------------------------- | --------------------- |
| Num                   | Coureuse                  | Pos                   |
| 201                   | Rasa Leleivytė (LTU)      | 34e                   |
| 202                   | Letizia Borghesi (ITA)    | HD                    |
| 203                   | Anastasia Carbonari (ITA) | AB                    |
| 204                   | Carmela Cipriani (ITA)    | HD                    |
| 205                   | Sofia Collinelli (ITA)    | HD                    |
| 206                   | Emilia Matteoli (ITA)     | AB                    |

| Cogeas-Mettler-Look Pro Cycling Team CGS | Cogeas-Mettler-Look Pro Cycling Team CGS | Cogeas-Mettler-Look Pro Cycling Team CGS |
| ---------------------------------------- | ---------------------------------------- | ---------------------------------------- |
| Num                                      | Coureuse                                 | Pos                                      |
| 211                                      | Edwige Pitel (FRA)                       | AB                                       |
| 212                                      | Marie-Soleil Blais (CAN)                 | AB                                       |
| 213                                      | Annabel Fisher (GBR)                     | HD                                       |
| 214                                      | Diana Klimova (RUS) (route)              | AB                                       |
| 215                                      | Mia Radotić (CRO)                        | AB                                       |
| 216                                      | Noemi Rüegg (SUI)                        | HD                                       |

| Bizkaia-Durango BDP | Bizkaia-Durango BDP       | Bizkaia-Durango BDP |
| ------------------- | ------------------------- | ------------------- |
| Num                 | Coureuse                  | Pos                 |
| 221                 | Elizabeth Holden (GBR)    | HD                  |
| 222                 | Alice Maria Arzuffi (ITA) | 44e                 |
| 223                 | Ariana Gilabert (ESP)     | AB                  |
| 224                 | Lucía González (ESP)      | HD                  |
| 225                 | Amaia Lartitegi (ESP)     | AB                  |
| 226                 | Carla Oberholzer (RSA)    | AB                  |

### Prix
Les prix sont les suivants :
| Position | 1er     | 2e      | 3e      | 4e      | 5e    | 6e    | 7e    | 8e    | 9e    | 10e   |
| Prix     | 6 000 € | 4 000 € | 2 000 € | 1 000 € | 750 € | 650 € | 525 € | 350 € | 270 € | 180 € |

En sus, les coureuses placées de la 11e à la 15e place gagnent 145 €, celles placées de la 16e à la 20e place 110 €.

### Primes
Un classement de la montagne est attribué. Il attribue 300, 200 et 100 € aux trois meilleures coureuses. Le prix de la combativité est doté de 2 000 €. Il est remporté par Annemiek van Vleuten.